# キュアクサレス2世 (メディア最後の王)
キュアクサレス2世 は、メディアの王とされている。その統治はギリシアの史家クセノフォンが著述している。この人物をダニエル書に登場する"メディア人ダレイオス"と同一と見なす説がある。キュアクサレス2世はヘロドトスやクテシアスの史書では言及されておらず、キュアクサレス2世が実際に存在したかどうかについては議論がある。クセノフォンはメディアとペルシアの二王国が平和的に紀元前537年ころ統一された（8.6.22, 8.7.1）と語るが、ヘロドトスが述べるところ（1.214）によればメディアは紀元前559年ごろペルシアの反逆により征服されたとされており、メディア人の王キュアクサレス2世が存在したかどうかはこの問題にも重要な鍵となっている。

## クセノフォンの『キュロスの教育』
クセノフォンの『キュロスの教育』（1.5.2）によれば、キュアクサレス2世はアステュアゲスの後継としてメディア帝国の王座についた。また、キュアクサレス2世はキュロス大王の母マンダネの兄弟であった（1.2.1, 1.4.7）。クセノフォンは、紀元前539年のバビロン征服の際はペルシアのキュロスが遠征を率い、おじのキュアクサレスはエクバタナに留まっていたと記述している。キュアクサレスはその頃までには年老いており、キュロスが遠征の指揮を執っていたため、軍はキュロスを王とみなすようになった。キュロスがキュアクサレスのためにバビロンに用意した宮殿にキュアクサレスを招いたのち、キュアクサレスはその娘（キュロスのいとこにあたる）とキュロスの結婚を認め、メディア王国とともに彼に渡した。キュアクサレスは名目上バビロンからメディア＝ペルシア帝国を死ぬまでの2年間統治した が、実際の権力はキュロスにあった。キュアクサレスの死に及んで、帝国は平和裏にキュロスに受け継がれた。

### 名前に関する議論
Friedrich Königは、キュアクサレスはアステュアゲスの父の名前であり、クセノフォンはキュアクサレスについて勘違いしていると主張した。しかし、特に王室において、ある人にその祖父と同じ名前が与えられることは特異なことではない。たとえばキュロス大王やカンビュセス2世もそうである。

## キュアクサレス2世の存在に関する論争
キュアクサレス2世はクセノフォンの『キュロスの教育』の中で目立って登場する一方、ヘロドトスの『歴史』の中では全く登場しない。ヘロドトスは、メディアの王アステュアゲスには息子がいなく、キュロス大王がメディアとペルシアの両王国の後継者であったと述べる。現代の史学者の多数派はヘロドトスを支持しており、John Whitcombはクセノフォンの言うキュアクサレス2世は「創作にすぎない」と述べている。
遅くともヒエロニムスの頃から19世紀まで、ユダヤ人とキリスト教徒の双方の多くの著述家にキュアクサレス2世の存在は受け入れてきた。キュアクサレス2世は、ジャン・カルバンやアダム・クラーク、カイル、デリッシュ、そしてランゲなどの聖書注釈において、新バビロニア帝国の終わりころのメディアの王と見なされている。
ランゲの注解書の中では、ゲゼニウス、ヘングステンブルクといった、キュアクサレス2世をダニエル書のメディア人ダレイオスと同一視する著述家たちの名前がオットー・ゾックレーによって多く挙げている。これらの注釈書は、クセノフォンが描くキュアクサレス2世とダニエル書からわずかに得られるメディア人ダレイオスについての記述の共通点に言及している。 
彼らの見解では、二人の人物の名前の相違は、アルタクセルクセス1世、ダレイオス2世、アルタクセルクセス3世、ダレイオス3世といった当時の王が、彼らの本名の他に「王としての名」を持っていたことによると説明している。キュアクサレス2世に関しては、キュアクサレス2世の王としての名がダレイオスであった証拠としてアルポクラシオンとベロッススの著作が引用されているキュアクサレスとメディア人ダレイオスの関係について、ゾックレーは「キュアクサレスについてのクセノフォンの記事は、ダニエル書の語るメディア人ダレイオスと非常によく一致しており、ヒトジックが断言するように『これら二人が同一であることは疑いがない』。」と書いている。

## 存在を支持する証拠
以下の資料は、ある面でアステュアゲスからメディア王座を継ぎ、バビロン陥落の後しばらく、短い期間メディアとペルシアとその同盟国の軍を統べた君主としてのキュアクサレス2世の存在を支持する。以下、資料は作成年代の最も古いものから年代順に並べてある。

### ハラン碑文
ハラン碑文（Pritchard, pp. 362 – 63）は、ナボニドゥスの治世第14年か15年（つまり紀元前542年 - 540年）につくられ、エフルフル神殿の修復を記念している。ナボニドゥスは治世10年（紀元前546/5年）に敵対諸国の諸王によって自分がバビロンに戻ることになったいきさつを述べている。そこで「エジプトの地の王、メディア人の地の王、アラブ人の地の王、そして全ての敵対する王たち」と列挙している。重要なことに、この年はナボニドゥスがメディア＝ペルシアに王国を奪われる数年前であり、 ヘロドトスと彼を支持する現代の歴史学者が思っている、キュロスがメディアを征服し連合王国の統治者となった年（紀元前559年）より13年か14年も後のことである。にもかかわらずナボニドゥスは自国の首都をもうすぐ攻略する軍を率いるであろうペルシア人について何も言及しておらず、未だにメディアに言及している。
ヘロドトスの記録から考えると、「アンシャンの王」「ペルシアの王」「大王」などの称号で通常呼ばれるキュロスがここでなぜか「メディアの王」と呼ばれたと解釈することになる。
クセノフォンの記録から考えると、その頃まだメディア＝ペルシア連合においてペルシアはメディアに従属しており、若いキュロスはおじのメディア王キュアクサレス2世のもとで統治していたことが示唆される。

### ペルセポリスのレリーフ

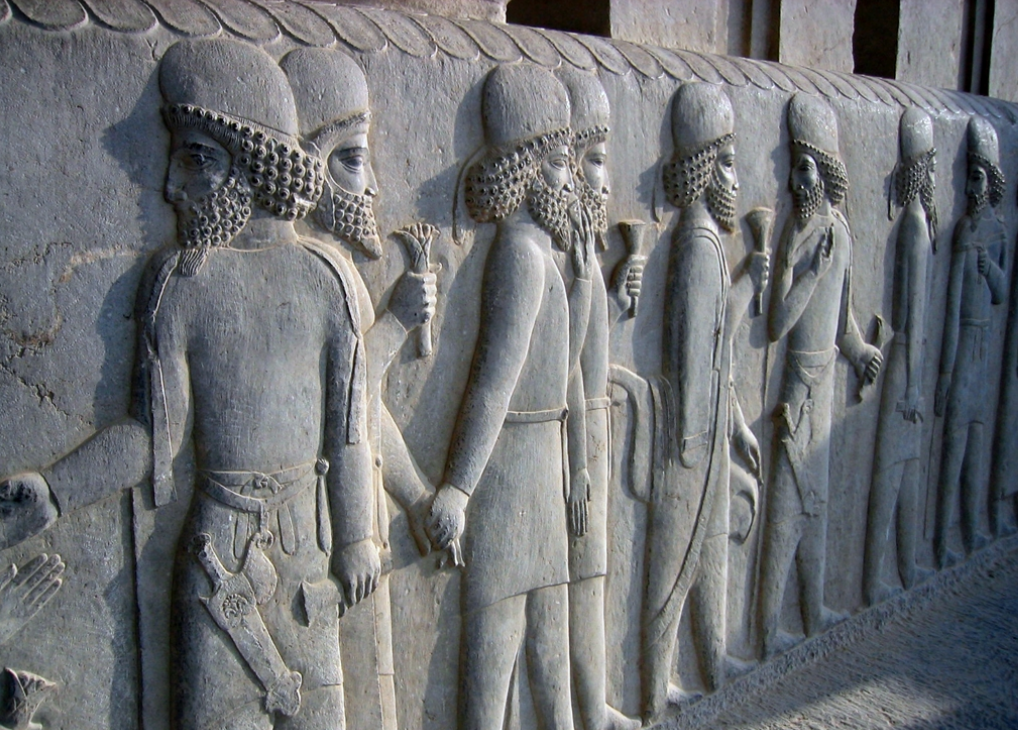
フリーズ ペルシアとメディアの高官が有効的に会話する様子を描く像。

ペルシャの都市ペルセポリスの建設はダレイオス1世 (522–486 BC)の治世初期、おそらくおよそ紀元前515年に始まり、その子クセルクセス1世 (486–465 BC)の治世に完成した 。アパダナ宮殿の大階段は建築の第一段階の部分だった。階段の一部の上の彫刻はペルシア人とメディア人の高官たちが描かれ、そこに階級の区別は見られない。 ペルシア人とメディア人を対等に描くのはヘロドトスの記述と矛盾している。ヘロドトスはペルシア人がメディア人を、バビロン陥落のおよそ二十年前から「従属させ」「奴隷化」したと報告している(Histories 1.129,130)。一方で『キュロスの教育』では、二王国の関係がヘロドトスなどの記録よりも対等なものであったこと、むしろ初期はメディアが上級となるようなものであったことが示されている。

### アイスキュロス『ペルシア人』
アイスキュロスの悲劇『ペルシア人』は紀元前472年に書かれており、ダレイオス・ヒュスタスペス(522–486 BC)とその子クセルクセス(486–465)と同時代の作である。アイスキュロスはマラトンとサラミスの戦いでペルシア人と戦っている。演劇『ペルシア人』はクセノフォンとヘロドトスの両者に先立つ作品であり、この二つの情報源どちらからも独立な情報となっている。この作品はサラミスの戦い(486 BC)で敗れるペルシア軍を劇的に描いている。作中のダレイオス1世の幽霊が語るところでは、キュロス王に先立つ、メディア=ペルシア連合の二人のメディアの王について語られている。
メディア人が軍の第一の指導者であった。
そしてもう一人、その指導者の子が、この仕事を完成させた。
彼の心が情熱を注いだのである。
そして彼から三代目が幸いな人キュロスであった。
キュロスが統治したとき、彼の下の全ての者について平和が確立された。
ヘロドトスの『歴史』に基づくと、キュロスに先立つ二人のメディアの王とはキュアクサレス1世とアステュアゲスのことと解釈される。しかしまたヘロドトスによれば、キュアクサレス1世はメド=ペルシア連合を確立しておらず、アステュアゲスは「この仕事を完成させた」とは言えない。むしろヘロドトスによればアステュアゲスはキュロスに対して戦争を始めたのちその王座を失っている。アイスキュロスの、メディアとペルシアの基本的な歴史に関するヘロドトスとの矛盾は際立っている。